# Veolia Environnement
Veolia (tidligere Veolia Environnement, Vivendi Environnement og tidligere Compagnie Générale des Eaux) er en fransk multinational virksomhed, der beskæftiger sig med forvaltning af vandcyklus, affaldshåndtering og genindvinding, og energistyringstjenester til kunder bestående af lokalsamfund og virksomheder.
Det beskæftiger mere end 163.000 mennesker på fem kontinenter. Veolias omsætning i 2015 var 25 milliarder euro. Virksomheden er noteret på Paris Stock Exchange og var noteret på New York Stock Exchange indtil dets frivillige tilbagetrækning i 2014.